# 白州蒸餾所

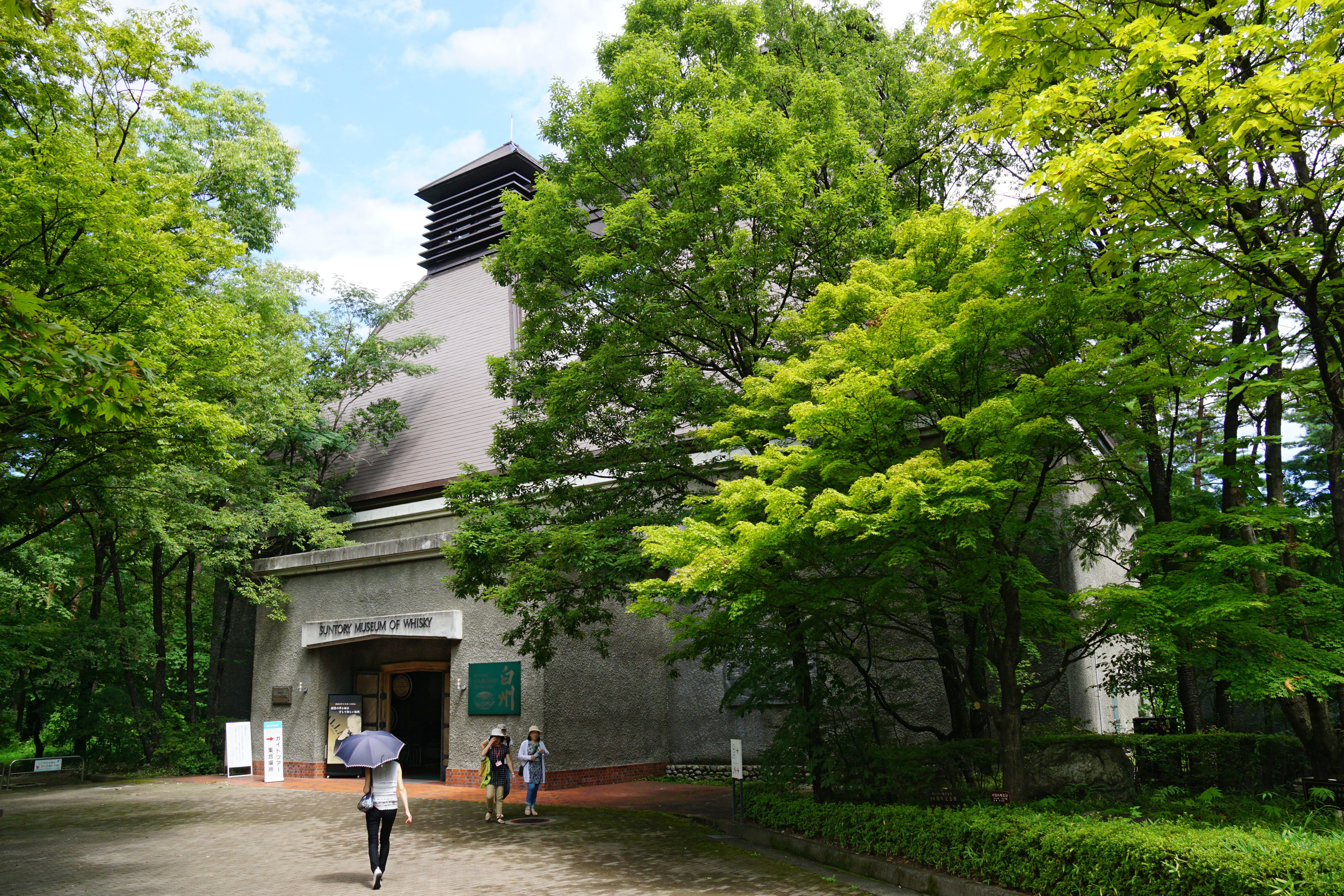
三得利白州蒸馏所

白州蒸溜所是三得利控股威士忌工厂，位于山梨县北杜市白州町鸟原2913-1。

## 历史
成立于1973年，是公司继山崎蒸溜所之后的第二家酒厂，以纪念三得利威士忌诞生 50 周年。现场有一个三得利天然水南阿尔卑斯的装瓶厂，该水是由日本领先的矿泉水生产商三得利食品（三得利食品国际）生产。 它也被称为 "白州三得利distillery"。

## 白州
白州12年在1994年发售。2006年、白州18年，2008年、白州25年依次发售。